# Újpest Football Club
El Újpest Football Club, también conocido anteriormente como Újpest Dózsa, es un club de fútbol húngaro del distrito de Újpest, Budapest. Los colores del club son morado y blanco. El Újpest juega sus partidos como local en el estadio Szusza Ferenc de Budapest y juega en la NB1.
Sus 20 títulos de Liga, 11 títulos de la Copa y 3 títulos de la supercopa húngara lo convierten en uno de los clubes más exitosos del país y es, además, el club más antiguo del fútbol húngaro, fundado en 1885. Desde entonces, el club ha dado a conocer futbolistas internacionales como los hermanos Fogl (Károly y József), Gyula Zsengellér, Ferenc Szusza, János Göröcs, Ferenc Bene, László Fazekas y András Törőcsik.
El Újpest FC forma parte del club polideportivo Újpesti TE, que incluye secciones de otros deportes como el hockey sobre hielo y el waterpolo.

## Historia

### Fundación (1885-1912)
El club fue fundado el 16 de junio de 1885 por el maestro de escuela János Goll en Újpest, una ciudad separada en aquellos tiempos, justo al lado de las fronteras de Budapest, la capital de Hungría, bajo el nombre de Újpesti Torna Egylet (Újpesti TE). Se formó por primera vez como un club polideportivo en general, con gimnasia y esgrima, y su lema era "Solidez, fuerza y armonía" (en húngaro: Épség, Erő, Egyetértés). En 1899 se formó el club de fútbol en la ciudad de Újpest con el nombre de Újpesti FC y con los mismos colores de la institución, morado y blanco. El primer partido oficial del Újpesti FC fue un empate a un gol el 29 de abril de 1900 contra III. Kerületi TVE. En 1901 los dos clubes (UTE y el Újpesti FC) se fusionaron y formaron la división de fútbol de Újpesti TE y el club se unió a la segunda división de la recién formada Borsodi Liga.
El Újpest ascendió a la Primera división en 1904 y siempre ha competido en el máximo nivel, a excepción de la temporada de 1911-12, cuando terminaron como campeones de la segunda división después de un descenso de un año.

### Újpest FC antes y después de la II Guerra Mundial (1922-1962)
El club construyó el nuevo estadio Megyeri út en 1922, que marcó la apertura de una nueva era en la historia del club. La legendaria "Barrera-Fogl" (en húngaro: Fogl-gát), una formación masiva de defensa de los hermanos Károly Fogl y József Fogl fue clave en el progreso y éxitos del equipo nacional y del Újpest. A partir de 1926, después de la introducción del fútbol profesional en Hungría, el equipo de fútbol comenzó a jugar con el nombre de Újpest FC. Los años 1920 y 1930 significaron la primera edad de oro del club, marcada por la consecución de cinco títulos de liga y el éxito internacional, entre ellos dos títulos de la Copa Mitropa en 1929 y 1939, y también la Coupe des Nations 1930. El equipo terminó entre los tres primeros puestos en todas las temporadas entre 1926 y 1942, y jugó en cinco finales de Copa en los años 1920 y 1930.

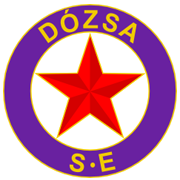
Antiguo escudo del club en los años 1950.

Újpest contribuyó con cinco jugadores para el combinado magiar en la Copa Mundial de 1938, subcampeón del mundo, con György Szűcs, Antal Szalay, István Balogh I, Jenő Vincze y la emergente estrella del fútbol húngaro, Gyula Zsengellér.
Tras la Segunda Guerra Mundial, el club vivió su segunda época dorada del Újpest con tres títulos de liga consecutivos, incluso aportando nueve jugadores a la selección nacional de Hungría. Futbolistas como Ferenc Szusza, Béla Egresi, Sándor Balogh II, István Nyers o Mihály Nagymarosi establecieron récords como ganar 30 partidos consecutivos o anotar 187 goles en una sola temporada.
En 1950 el gobierno comunista eligió al Újpest como club oficial de la policía y cambió su nombre a Budapesti Dózsa (por György Dózsa), una práctica bastante común en los países del bloque del Este (aunque en otros lugares los "clubes de la policía" se llamaron Dinamo o Dynamo) y vivió dos décadas de moderado éxito en liga y copa. En 1951 el defensor Sándor Szűcs, después de haber sido ejecutado por el gobierno comunista por alta traición en un juicio secreto preestablecido, se convirtió en mártir del club. Como resultado de los años con menos éxito, Mihály Tóth fue solo uno de los dos jugadores del Újpest que, en 1954, entró en el equipo húngaro de la Copa del Mundo y el único en jugar la gran final ante Alemania en el conocido como Milagro de Berna. Durante la revolución de 1956, el club cambió su nombre por Újpesti TE; sin embargo, después de que la revolución fue sofocada por los soviéticos, el gobierno húngaro —a diferencia del Ferencvarós o el MTK— no permitió que el club utilizase su antiguo nombre. Esto dio como resultado el nombre Újpesti Dózsa, que se refería tanto al distrito como a la policía. Después de trece años sin un título de liga, el Újpest se consagró campeón de Hungría en la temporada 1959-60 y llegó a las semifinales de la Recopa de Europa en 1962 con la ayuda de su nueva estrella, János Göröcs.

### Época dorada (1967-1979)
En 1967 firmó como entrenador del club Lajos Baróti, que marcó el inicio de una nueva edad de oro. Después de dos subcampeonatos ligueros, Újpest ganó la liga de 1969 y disputó la final de la Copa de Ferias del mismo año, pero perdió con un resultado de 2-6 en el global contra el Newcastle United. El Újpest logró todas las ligas húngaras de 1969 a 1975, acumuló 500 goles en las siete temporadas y perdió solo cuatro partidos como local en diez temporadas. El club disfrutó, también, del éxito en la Copa doméstica, ganando su primer título en 1969, seguido del de 1970 y 1975. A nivel internacional, además del subcampeonato de la Copa de Ferias, el Újpesti Dózsa llegó a los cuartos de final de la Copa de Europa en tres años consecutivos a partir de 1972 y una vez incluso jugó la semifinal en 1974, donde solo el Bayern de Múnich, campeón finalmente de ese año, pudo poner fin a la gran trayectoria del club. En esa época, el Újpest era considerado uno de los mejores equipos de Europa, pues eliminó al campeón inglés Leeds United en la Copa de Ferias 1969, al campeón español Valencia CF y al campeón escocés Celtic de Glasgow en la Copa de Europa de 1972 y al Benfica portugués en 1973.
El equipo contaba en ese momento con una delantera formada por Fazekas – Göröcs – Bene – Dunai II – Zámbó temible en el campeonato nacional y en Europa. Bene fue cinco veces máximo goleador de Hungría, mientras que Dunai II y Fazekas ganaron sendas Botas de Plata. Después de Göröcs, Bene y Dunai dejaron el equipo, pero András Törőcsik y László Fekete ficharon por el Újpest para conseguir otros dos títulos de liga en 1978 y 1979 con el exjugador de Pál Várhidi como entrenador.

### Declive general (1980-1998)
El descenso general del fútbol húngaro alcanzó el club en los años 1980, y los resultados en liga empeoraron. El Újpest consiguió un subcampeonato y un tercer puesto en la década de 1980, dominada en su mayoría por sus rivales vecinos del Budapest Honvéd. Sin embargo, el equipo tuvo más éxito en la competición de Copa al ganar las ediciones de 1982, 1983 y 1987. Se alcanzaron buenos resultados a nivel internacional, superando en la Copa de la UEFA al campeón IFK Göteborg, a los alemanes del 1. FC Köln y al campeón de la Recopa, el escocés Aberdeen, en cuartos de final en 1984.
Después de la caída del comunismo, el club cambió su nombre de nuevo a Újpesti TE y se hizo con un título de campeón en 1989-90, y con éxito en la Copa en 1992. El equipo también ganó la primera edición de la Supercopa de Hungría en 1992. Sin embargo, los resultados de la liga fueron de nuevo pobres hasta 1997-98, después de que Zoltán Kovács y Miklós Herczeg se incorporasen a la plantilla y ayudasen a lograr ese título de liga.

### SigloXXI
Con la caída del gobierno comunista y el fin del patrocinio estatal comenzaron los problemas financieros, al igual que para todos los equipos de fútbol de Hungría. El profesionalismo fue introducido de nuevo en el fútbol húngaro en 1998 y el club cambió su nombre otra vez, pero esta vez al ya conocido Újpest FC. La situación mejoró después de 2001, cuando el estadio fue totalmente renovado y los nuevos propietarios del club invirtieron más dinero en el fútbol. En diciembre de 2001 Róbert Glázer fue nombrado nuevo entrenador del club y logró una Copa al vencer al Szombathelyi Haladás en la final con un gol en el último minuto y una Supercopa en 2002.
Con tres subcampeonatos en 2004, 2006 y 2009, el Újpest, volvió a disfrutar de una situación financiera relativamente estable, con uno de los mayores presupuestos del país. En agosto de 2006 la exleyenda del Újpest Ferenc Szusza murió a la edad de 82 años, considerado aún uno de los mejores jugadores de la historia del club al anotar 393 goles en 463 partidos. El club nombró su estadio Estadio Ferenc Szusza como homenaje al histórico futbolista.

## Datos del club

### Denominaciones
- 1885: Újpesti Torna Egylet
- 1926: Újpest Football Club (debido a la implantación de la profesionalidad)
- 1945: Újpesti Torna Egylet
- 1950: Budapesti Dózsa Sport Egyesület
- 1956: Újpesti Torna Egylet (durante la revolución húngara)
- 1957: Újpesti Dózsa Sport Club
- 1991: Újpesti Torna Egylet
- 1998: Újpest Football Club

## Rivalidades

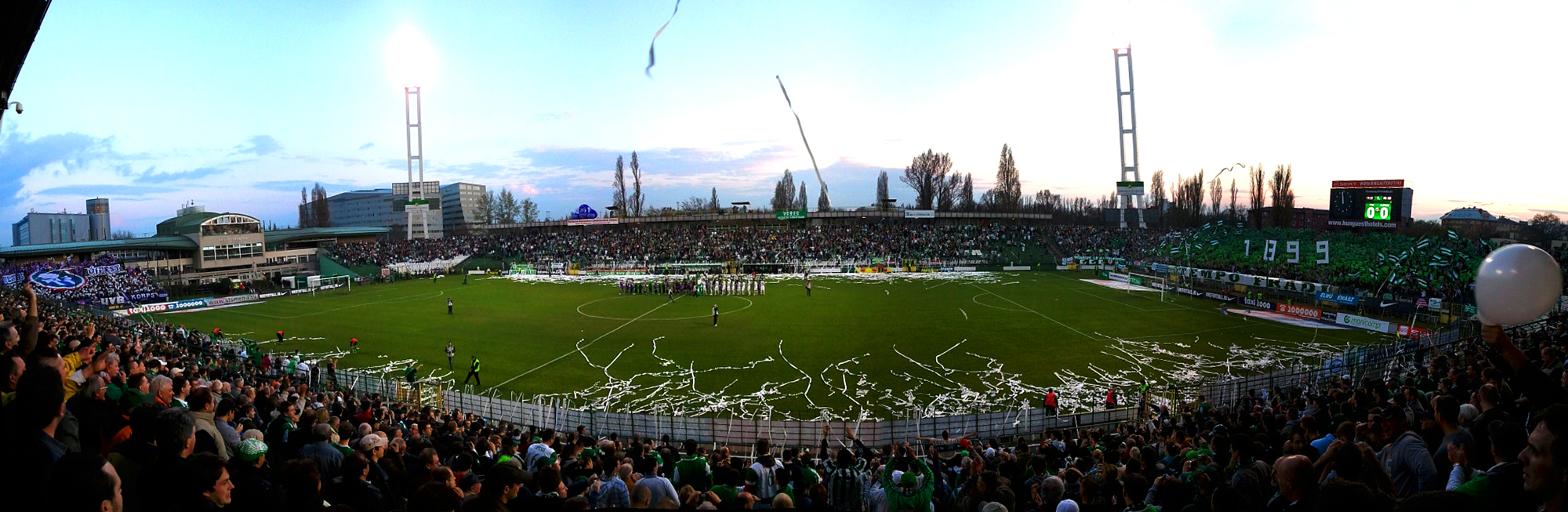
Partido entre OTC y Újpest FC en Budapest, Hungría, Estadio Albert Flórián el 1 de abril de 2011.

El principal rival del Újpest es el Ferencváros TC, que es el equipo más laureado del fútbol húngaro y se encuentra en el distrito de Ferencváros. Los dos clubes fueron los dominadores del fútbol húngaro junto con el MTK Hungária, otro gran rival de ambos, antes de la llegada del Gobierno comunista a Hungría y el éxito del Honvéd. La rivalidad entre el Újpest y el Ferencvarós es una de las más peligrosas de Hungría y del mundo, como así lo consideró una lista elaborada por la publicación estadounidense Bleacher Report.
El Újpest mantiene otras rivalidades, principalmente de equipos de Budapest, como el MTK Budapest —junto al Ferencváros son los tres grandes clubes de la capital—, el Honvéd y el Vasas SC. Sus vecinos del Vasas SC se encuentran en el distrito XIII y limita con el distrito de Újpest, lo que es un aliciente para la rivalidad entre ambos equipos y aficiones.

## Palmarés

### Torneos nacionales
- Liga de Hungría (20): 1930, 1931, 1933, 1935, 1939, 1945, 1946, 1947, 1960, 1969, 1970, 1971, 1972, 1973, 1974, 1975, 1978, 1979, 1990, 1998
- Copa de Hungría (11): 1969, 1970, 1975, 1982, 1983, 1987, 1992, 2002, 2014, 2018, 2021.
- Supercopa de Hungría (3): 1992, 2002, 2014

### Torneos internacionales
- Copa de Ferias:
  - Subcampeón (1): 1969.

### Torneos internacionales amistosos
- Copa Mitropa (2): 1929 y 1939
- Copa de las Naciones (1): 1930
- Trofeo Joan Gamper (1): 1970
- Trofeo Colombino (1): 1971

## Entrenadores
La siguiente es una lista completa de los entrenadores que ha tenido el club a lo largo de su historia:
| - Ferenc Weisz (1920–22) - Ödön Holits (1922–24), (1925–26) - György Hlavay (1924–25) - Imre Pozsonyi (1926–28) - Lajos Bányai (1928–32) - István Tóth Potya (1932–34) - Béla Jánossy (1934–37) - László Sternberg (1937–38) - Béla Guttmann (1938–39), (1947) - István Mészáros (1939–40) - Géza Takács (1940–43), (1945) - Lajos Lutz (1943) - Géza Kertész (1943–44) - Pál Jávor (1945–47), (1951–54) - Jenő Vincze (1947–48) - Károly Sós (1948) - István Balogh I (1948–49), (1958–59) - József Ember (1949–50) - Tibor Kemény (1949–50) |  | - Zoltán Opata (1950–51) - Gyula Kolozsvári (1954) - Márton Bukovi (1955–56) - Sándor Balogh II (1957–58), (1965–66) - Gyula Szűcs (1959–60), (1962–63), (1973) - László Fenyvesi (1960–61) - Géza Kalocsay (1961–62) - Ferenc Szusza (1963–65), (1980–81) - Lajos Baróti (1967–71) - Imre Kovács (1971–73) - Pál Várhidi (1974–80) - Miklós Temesvári (1981–85) - János Göröcs (1985–88) - István Varga (1988–90) - Ferenc Kovács (1990–92) - Ferenc Bene (1992–93) - József Garami (1993–96) - László Nagy (1996–97) - Péter Várhidi (1997–99), (2000) |  | - Róbert Glázer (1999), (2002) - István Kisteleki (2000–01) - László Molnár (2002) - András Szabó (2002–03) - András Sarlós (2003) - György Mezey (2003) - Géza Mészöly (2004–06) - Bertalan Bicskei (2006) - Valére Billen (2006) - István Urbányi (2006–08) - Lázár Szentes (2008–09) - Willie McStay (2009–10) - Géza Mészöly (2010–11) - Zoran Spisljak (2011–2012) - Marc Lelièvre (interino) (2012) - Jos Daerden (2012–2013) - Marc Lelièvre (interino) (2013) - István Kozma (2013) - Nebojša Vignjević (2013–2020) - Serbia Predrag Rogan (2020) - Alemania Michael Oenning (2021-) |